# Nuragus (Rebsorte)
Die Weißweinsorte Nuragus ist eine autochthone Sorte der Insel Sardinien. Der Name leitet sich von den Nuraghe, den frühgeschichtlichen Turmbauten der Bonnanaro-Kultur auf der Insel ab. Vermutlich wurde die Nuragus-Rebe von den Phönikern importiert.
Der Anbau der Sorte ist auf ganz Sardinien empfohlen. Sehr verbreitet ist sie in der Provinz Cagliari. Dort findet der aus ihr gekelterte Wein Eingang in den DOC Wein Nuragus di Cagliari. Häufig anzutreffen ist sie ebenfalls in den Provinzen Sassari und Nuoro. Im Jahr 1999 wurde eine bestockte Rebfläche von 8.667 Hektar erhoben.
Die spätreifende Sorte ist mäßig wuchskräftig und liefert regelmäßig hohe Erträge. In der Regel ergibt die Nuragus-Rebe einfache, säurearme Weißweine mäßiger Qualität. Topwinzer wie Antonio Argiolas zeigen jedoch das ganze Potential der Sorte.
Siehe auch den Artikel Weinbau in Italien sowie die Liste von Rebsorten.

## Synonyme
Die Rebsorte Nuragus ist auch unter den Namen Abbondosa, Abboudossa, Abbsudosa, Abundans, Aksina de Marjian, Aksina de Popurus, Axina de Margiai (Rebe des Fuchses), Axina de Popurus (Rebe der Armen, wegen ihrer hohen Erträge), Axina Scacciadeppidus, Bruscu Biancu, Burdu, Garna Chchija, Garnaccia, Granazza, Lacconargiu, Malvasia di Luras, Meragus, Nugarus, Nuragus Bianca, Nuragus Blanc de Sardaigne, Nuragus Trebbiana, Preni Tineddus bekannt.